# Hartman M2 Runner
Der Hartman M2 Runner, Eigenschreibung Hartman m2 Runner ist ein Mehrzweck-Frachtschiffstyp der niederländischen Reederei Hartman Marine Group.

## Einzelheiten
Der Schiffstyp wurde vom Schiffbaubüro Conoship in Zusammenarbeit mit der Hartman-Reederei konzipiert und von Vuyk Engineering Groningen und der Shipkits-Werft in Groningen umgesetzt, die Kaskos lieferte die Werft Partner-Shipyard in Stettin zu. Der Schiffsentwurf mit achteren Aufbauten und langem mittleren Laderaum ist als Open-Top-Mehrzweck-Trockenfrachtschiff mit großem Freibord ausgelegt. Besonders auffällig ist die Konzeption des Schiffes mit größtmöglicher Decksfläche und Lukenöffnung. Dazu wurde beispielsweise das Deckshaus ohne Schornstein ganz achtern seitlich an Steuerbord angeordnet und der Abgasstrang an der achteren Backbord-Decksecke nach außen geführt. Um das Deckshaus in der geplanten Weise aufstellen und die freie Decksfläche realisieren zu können, wurde die Länge des Rumpfes so gewählt, dass das Schiff nicht mit einem Rettungsboot ausgerüstet werden muss. Darüber hinaus wurde die Back sehr klein ausgelegt und der Vormast an deren Vorkante über dem Steven angebracht. Der Rauminhalt des Laderaums beträgt 6200 m³, die Tankdecke und die versetzbaren Zwischendecks sind verstärkt ausgelegt. Die Schiffe sind in der Hauptsache für die Beladung mit Projekt- und Schwergutladungen, wie Windmühlenbauteilen – insbesondere im Hinblick auf den Transport der langen Rotorblätter – ausgelegt und dürfen zum Transport sperriger Bauteile mit offenen Luken gefahren werden. Sie können bei Bedarf auch Massengüter, Massenstückgüter oder Container fahren. Die Containerkapazität beträgt 304 TEU, von denen 105 TEU im Raum und 199 TEU an Deck gefahren werden können. Die Laderäume der Schiffe werden durch Stapellukendeckeln (Piggy-Back) verschlossen, die von einem verfahrbaren Lukenwagen bedient werden.
Der Antrieb der Schiffe besteht aus einem Wärtsilä-Sechszylinder-Viertakt-Dieselmotor, der auf einen Verstellpropeller wirkt. Die Antriebsanlage ermöglicht eine Geschwindigkeit von maximal 13 Knoten. Die An- und Ablegemanöver werden durch ein Bugstrahlruder unterstützt.

## Die Schiffe
| Hartman m2 Runner            | Hartman m2 Runner | Hartman m2 Runner | Hartman m2 Runner | Hartman m2 Runner          |
| Bau- name                    | Bau- Nummer       | IMO- Nummer       | Ablieferung       | Umbenennungen und Verbleib |
| ---------------------------- | ----------------- | ----------------- | ----------------- | -------------------------- |
| Oceanic                      | 005               | 9624550           | 24. Juli 2012     | -                          |
| Nordic                       | 006               | 9663001           | 25. April 2013    | -                          |
| Arctic                       | 007               | 9650901           | April 2014        | Arctic Rock                |
| Daten: Equasis, grosstonnage |                   |                   |                   |                            |